# Система ворітної вени

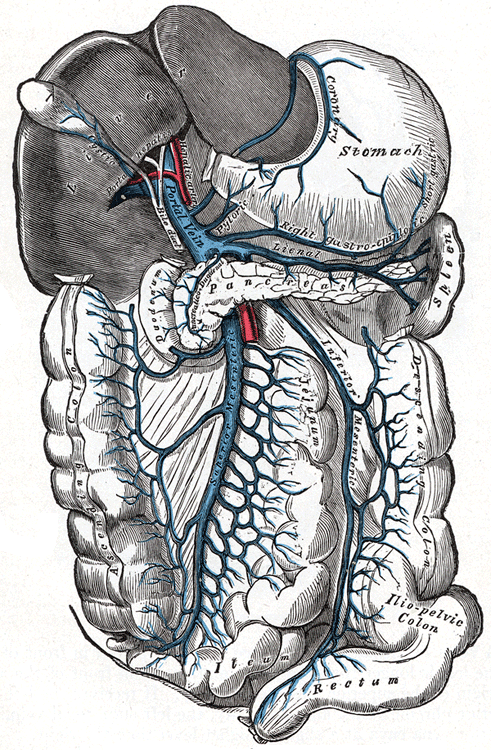
Діаграма, яка показує ворітну вену.

У анатомії людини система ворітної вени — це система вен, що збирає венозну кров від непарних органів черевної порожнини, окрім печінки і складається з ворітної вени та її приток. Її також називають ворітною венозною системою.

## Система ворітної вени
Система ворітної вени розташовується між двома капілярними руслами. Одне лежить в стінках і паренхімі непарних органів черевної порожнини і з нього починаються протоки ворітної вени, інше — залягає в паренхімі печінки і є кінцевим розгалуженням ворітної вени, звідки починаються печінкові вени. Головним венозним колектором цієї системи є портальна (ворітна) вена печінки. Ворітна вена утворюється шляхом злиття чисельних вен, які йдуть від шлунка, селезінки, кишок і підшлункової залози. Ворітна вена несе кров до печінки.
У печінці відбувається засвоєння і накопичення поживних речовин, а також знешкоджуються токсини та шлаки.

## Джерело
- Книга «Людина. Навчальний посібник з анатомії та фізіології». 4-те оновлене видання. Дар добродія Григорія Малиновського молоді України. Львів — 2006. Сторінка 103.